# Тромпетна лоза
Тромпетна лоза (Campsis), известна още като кампсис (и текома, макар това да се отнася повече за род Tecoma), е род цъфтящи растения от семейство Бигнониеви (Bignoniaceae), родом от горите в Китай и Северна Америка. Състои се от два вида, и двата от които са енергични широколистни многогодишни катерливи растения, прилепнати с въздушни корени и през лятото произвеждат големи цветове с форма на тръба.

## Етимология
Кампсис идва от гръцкия глагол κάμπτω, „огъвам“, „отварям“. В Северна Америка е известна и като „ечемичена лоза“ и „гнездото на колибри“. Цветовете са много привлекателни за колибритата, а много видове по-големи птици обичат да гнездят в гъстата зеленина на тромпетната лоза.

## Описание
Тромпетната лоза има катерлив растеж като израства на височина до 12 метра. Разполага с множество въздушни корени, стъбла и бодли, които ѝ помагат да пълзи възходящо по различни субстрати. Кората на тромпетната лоза е тънка и гладка, като с остаряването ѝ започва лесно да се лющи.
Листната петура се състои от 7, 9 или 11 малки листенца, които са срещуположно разположени по листната дръжка. Всяко от тях има яйцевидна форма, грубо назъбен ръб и плътна текстура. Дълги са от 3 до 10 см, с блестяща повърхност, оцветени в смарагдаво зелено и в тъмно зелено когато започнат да остаряват.
Цветовете са събрани в терминални съцветия от 4 до 12 на брой. Имат тръбовидна форма, от оранжево до червено оцветяване, с жълтеникав център. Дълги са около 8 см и широки при отвора си до 4 см. Тромпетната лоза цъфти през топлия сезон – от месец юли до септември.
Плодовете на тромпетната лоза представляват големи, плоски шушулки, с дължина от 8 до 13 см, съдържащи множество семенца. При узряване придобиват светло кафяв цвят, пукат се и от тях се освобождават стотици тънки, кафяви, подобни на хартия семена.

## Отглеждане
Тромпетната лоза е сравнително издръжливо растение. Предпочита пълно слънце и защитени от въздушни течения места.
Може да предизвика кожна алергична реакция, изразяваща се в зачервяване и подуване, при допир с листа и цветове на растението.

## Приложение
Тромпетната лоза е популярно декоративно растение. Като билка се употребява коренът на растението или сушени надземни части от него, които имат потогонно (диафоретично) и ранозаздравяващо свойства.

## Химичен състав
Сапонини, антраквинони, флавоноиди, протеини, карбохидрати, терпени.

## Видове
- Китайска тромпетна лоза (Campsis grandiflora) – Chinese trumpet vine (Източна Азия)
- Американска тромпетна лоза (Campsis radicans) – American trumpet vine (югоизточен САЩ)

## Хибриди
- Campsis × tagliabuana (Madame Galen) – хибрид от средата на 19 век между Campsis grandiflora и Campsis radicans

## Галерия
- Campsis radicans Apricot
- Campsis grandiflora
- Разрез на Campsis radicans